# Phan Huy Chú
Phan Huy Chú (1782-1840) fue un administrador vietnamita, nacido en Thang Long. Su obra más conocida y representativa fue Lịch triều hiến chương loại chí (Tipos de medios. Calendario de la dinastía), la primera "enciclopedia" de Vietnam. Murió en 1840, a los 58 años. Su tumba se encuentra en Hanói.

## Orígenes y educación
Phan Huy Chú (1782- 1840) fue un administrador de mandarín y vietnamita, erudito e historiador, nacido y criado en Thang Long.  Procedente de familia de académicos, era el hijo del erudito y oficial Phan Huy Ích, que había sido un notorio funcionario en el régimen fugaz de la dinastía Tay Son
Chú fue reclutado para ir en una misión a China en 1825, el sexto año del reinado de Minh Mênh. En 1828 fue nombrado vicegobernador de la provincia Thừa Thiên, y luego en 1829 gobernador de la provincia de Quang Nam. A partir de entonces siguió sirviendo a la corte como enviado diplomático, incluso en un viaje de investigación en 1833 que lo llevó a Singapur y a Batavia en las Indias Orientales Neerlandesas. Al regresar del viaje presentó un informe bajo el título “Resumen de un viaje marítimo”.

## Obras principales
- Tipos de medios. Calendario de la dinastía (Lịch Triều Hiến Chương Loại Chí)
- Equilibrio geográfico de Vietnam
- El lejano Oeste

## Contenido deLịch triều hiến chương loại chí
En 1821, el rey Minh Mang habló con Phan Huy Chú y lo convocó a la capital (Hanói). Allí se ofreció al rey el libro Lịch Triều Hiến Chương Loại Chí, que el mismo Huy Chú empezó a escribir en 1809, para poder ser recompensado.  Al darse cuenta de la importancia del libro, el rey Minh Mang, lo talló en madera y polígrafo para que poco a poco se fuera convirtiendo en un libro cada vez más popular.
El libro consta de 49 volúmenes, divididos en 10 partes
- Geografía de lanzamiento (Libro 1 al 5). Copia de la geografía de Vietnam.
- Carácter diario (Libro 6 al 12). Copia de biografía de los emperadores, los eruditos…
- Diario oficial (Libro 13 al 19). Copia del título o posición, de los salarios, los funcionarios electorales…
- Los rituales diario (Libro 20 al 25). Copia del diccionario que pertenece a la ceremonia imperial, sacrificios, santuarios, religión…
- Entradas facultad de revista (Libro 26 al 28). Copia del examen Huong.
- Uso nacional de medios (Libro 29 al 32). Copia del permiso de fincas (hukou), los aranceles, la recaudación de impuestos, el régimen de tierras…
- Prensa criminal (Libro 33 al 38). Copia de las reglas y sanciones.
- Procesamiento de medios de infantería (Libro de 39 al 41). Copia de soldados de reclutamiento y forma de organizar el ejército.
- Presidente diario (Libro 42 al 45).Copia de libros por el mismo compositor vietnamita a través de las dinastías.
- Estado de affairs journal (Libro 45 al 49). Escrito sobre las relaciones de la vida y ceremonias de bienvenida.